# Stadionul Municipal (Hermannstadt, 2022)
Das Stadionul Municipal (deutsch Städtisches Stadion, offizieller Name: Stadionul Municipal Sibiu) ist ein Fußballstadion mit Leichtathletikanlage in der rumänischen Stadt Hermannstadt (rumänisch Sibiu), Siebenbürgen. Es wurde auf dem Grund des alten Stadionul Municipal von 1927 erbaut. Es ist die Heimspielstätte des Fußballvereins FC Hermannstadt.

## Geschichte
Das Stadiongelände liegt südlich des Stadtzentrums neben dem Parcul Sub Arini (deutsch Erlenpark). Ende der 2010er Jahre war das alte Stadionul Municipal stark renovierungsbedürftig. Die Spielstätte wurde zuvor mehrmals renoviert. Größere Modernisierungsarbeiten fanden Ende der 1970er und Anfang der 1980er Jahre statt. Es wurden Erdwälle um die Leichtathletikanlage aufgeschüttet und darauf eine Haupttribüne aus Stahlbeton, die 1982 in Betrieb ging, errichtet. Ende der 2010er Jahre war das fast 90 Jahre alte Stadion in einem schlechten Zustand. Im Dezember 2017 unterzeichnete die Stadt einen Vertrag mit dem Bauunternehmen Construcții S.A. für den Bau einer neuen Haupttribüne für 6,93 Mio. Rumänische Leu (rund 1,41 Mio. Euro). Während der Bauarbeiten traten Verzögerungen auf und der Fertigstellungstermin musste zwei Mal verschoben werden. Im April 2019 kündigte die Stadt den Vertrag mit dem Bauunternehmen, obwohl der Großteil der Arbeiten bereits ausgeführt waren. Dazu gehörten u. a. die Entfernung der Erdwälle um die Leichtathletikanlage (bis auf die Südwestkurve), das Verlegen eines neuen Spielfeldrasens und die Installation einer neuen, nur vierspurigen Leichtathletikanlage. Dies schließt internationale Wettkämpfe nahezu aus. Es war der erste Abschnitt zum umfassenden Umbau der Sportstätte.
Im August 2020 beauftragte die Stadt das Bauunternehmen CON-A, mit Sitz in Șelimbăr (Kreis Sibiu), mit dem Umbau und der Erweiterung des Stadionul Municipal. CON-A war z. B. schon am Bau der Cluj Arena in Cluj-Napoca, dem Ion-Oblemenco-Stadion in Craiova und dem Stadionul Tudor Vladimirescu in Târgu Jiu beteiligt. Der ursprüngliche Auftragswert lag bei 136,5 Mio. Leu (rund 27,7 Mio. Euro). Mit den Bauarbeiten wurde einen Monat nach der Vertragsunterzeichnung begonnen. Das Projekt umfasste die Errichtung von drei neuen Zuschauerrängen um die Leichtathletikanlage, ausgenommen war die erst kürzlich neu gebaute Haupttribüne. Während der Bauarbeiten wich der FC Hermannstadt zu seinen Heimspielen in das Stadionul Gaz Metan in Mediaș aus. In einer Begutachtung stellte sich heraus, dass die kürzlich errichtete Haupttribüne nicht den verschärften Sicherheitsstandards für die Erdbebensicherheit erfüllte. Man entschloss sich dazu, den Rang teilweise abzureißen. Es blieb nur das Stahlbetongerüst übrig. Nach der Verstärkung der Struktur wurde mit dem Wiederaufbau begonnen. Damit wurde aus dem Umbau nahezu ein kompletter Neubau.
Das neue Stadion besitzt vier fast komplett überdachte Ränge. Nur an den Übergängen der Tribünen wurde die Überdachung ausgespart. Sie bieten insgesamt 13.013 Plätze. Die Kunststoffsitze auf Haupt- und Gegentribüne in Rot, Schwarz, Grau sind mosaikartig angeordnet. In den Kurven sind die Sitze Rot, Schwarz und Weiß ebenso verteilt. Die Haupt- wie die Gegentribüne überragende die Ränge in den Kurven. Auf dem Hauptrang befinden sich 302 V.I.P.-Plätze mit den zugehörigen Logen. Auf der Gegenseite, die frühere Haupttribüne, befindet sich im Inneren u. a. eine Kunststoffbahn zum Aufwärmen. Des Weiteren verfügt die Tribüne in der Südkurve über eine Boxhalle. Ebenso bietet das Stadion Einrichtungen für Rollstuhlfahrer und ihre Begleiter sowie eine Videoüberwachung. Das Spielfeld besitzt einen Hybridrasen mit Rasenheizung sowie Bewässerungs- und Drainagesystem. In zwei Ecken des Stadions befinden sich die beiden Videoanzeigetafeln. Unter dem Dach sind das LED-Flutlicht und Laserprojektoren installiert. Die Fassade der Tribünen sind von einer grauen Metallfassade umhüllt, die ein dreieckiges Muster aufweist. Des Weiteren ist das städtische Stadion z. B. mit Umkleidekabinen, Schiedsrichterraum, Erste-Hilfe-Station, Anti-Doping-Kontrollraum, Arbeitsplätze für Journalisten, Fotografen und das Fernsehen sowie ein Raum für Pressekonferenzen. Beim Stadion wurde auf Kostenersparnis und geringen Energieverbrauch geachtet. So werden z. B. die Flutlichtanlage und die Klimaanlage werden über ein intelligentes System gesteuert. Direkt neben dem Stadion befindet sich die 1998 eingeweihte Mehrzweckhalle Sala Sporturilor „Transilvania“ mit 1812 Plätzen und ein Trainingsplatz mit Kunstrasenauflage. Die Baukosten beliefen sich auf 219,5 Mio. Leu (rund 44,5 Mio. Euro).
Am 6. Dezember 2022 fand eine kleine Eröffnungszeremonie statt, an der Bürgermeisterin Astrid Fodor und Răzvan Burleanu, Präsident der Federația Română de Fotbal, teilnahmen. Am Tag darauf wurde das neue Stadionul Municipal für öffentliche Führungen geöffnet. Am 10. Dezember trafen der FC Hermannstadt und der Tabellenführer Farul Constanța am 20. Spieltag der Liga 1 aufeinander. Der FC Hermannstadt gewann mit 4:0. Den ersten Treffer erzielte in der 2. Minute Silviu Balaure vor 12.000 Zuschauern.
In der Stadiondatenbank StadiumDB.com war das Stadionul Municipal Sibiu bei der Wahl Stadium of the Year 2022, von Februar bis März 2023, nominiert. Es belegte, in einer Auswahl von 36 neugebauten Stadien (18 in Asien, acht in Europa, vier in Afrika, drei in Nordamerika, zwei in Südamerika und eines in Australien und Ozeanien), mit 9432 Stimmen den 12. Platz.